# تحفة المريد شرح جوهرة التوحيد

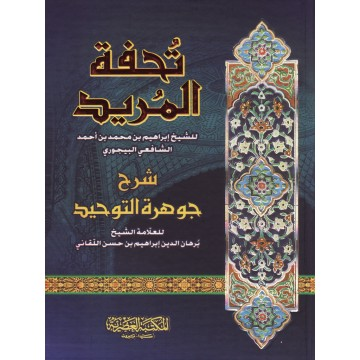
غلاف كتاب تحفة المريد

كتاب تحفة المريد علي جوهرة التوحيد من تأليف الإمام برهان الدين البيجوري (750 - 825 هـ) وهو من أشهر شروح متن الجوهره.
وهو شرح لمتن جوهرة التوحيد التي ألفها الإمام إبراهيم اللقاني وقد حققه الشيخ علي جمعه وتم نشره بدار السلام للنشر بمصر ونشر أيضا بتحقيق عبد الله محمد الخليلي بدار الكتب العلمية ببيروت وبدار المصطفي بتحقيق مصطفي ديب البغا.

## منهج الإمام البيجوري في الشرح
سار الإمام البيجوري فيه علي سنة شيخه الفاضلي من تبسيط العلم للناس ومراعاة جانب الدعوة في الدرس. فتري عبارته سهلة يسيرة وفوائده منتشرة مبثوثة خلال الكتاب، يضبط الأمر بقواعد كلية وضوابط متعددة ويستشعر بالشعر والنظم الخفيف اللطيف ليحفظه المبتدئ.